# كارل ويلسون (سياسي)
كارل ويلسون (بالإنجليزية: Carl Wilson)‏ هو سياسي أمريكي، ولد في 7 يوليو 1955. نشط حزبياً في الحزب الجمهوري. وقد انتخب عضو مجلس نواب أوريغون.